# Yavari (1870)

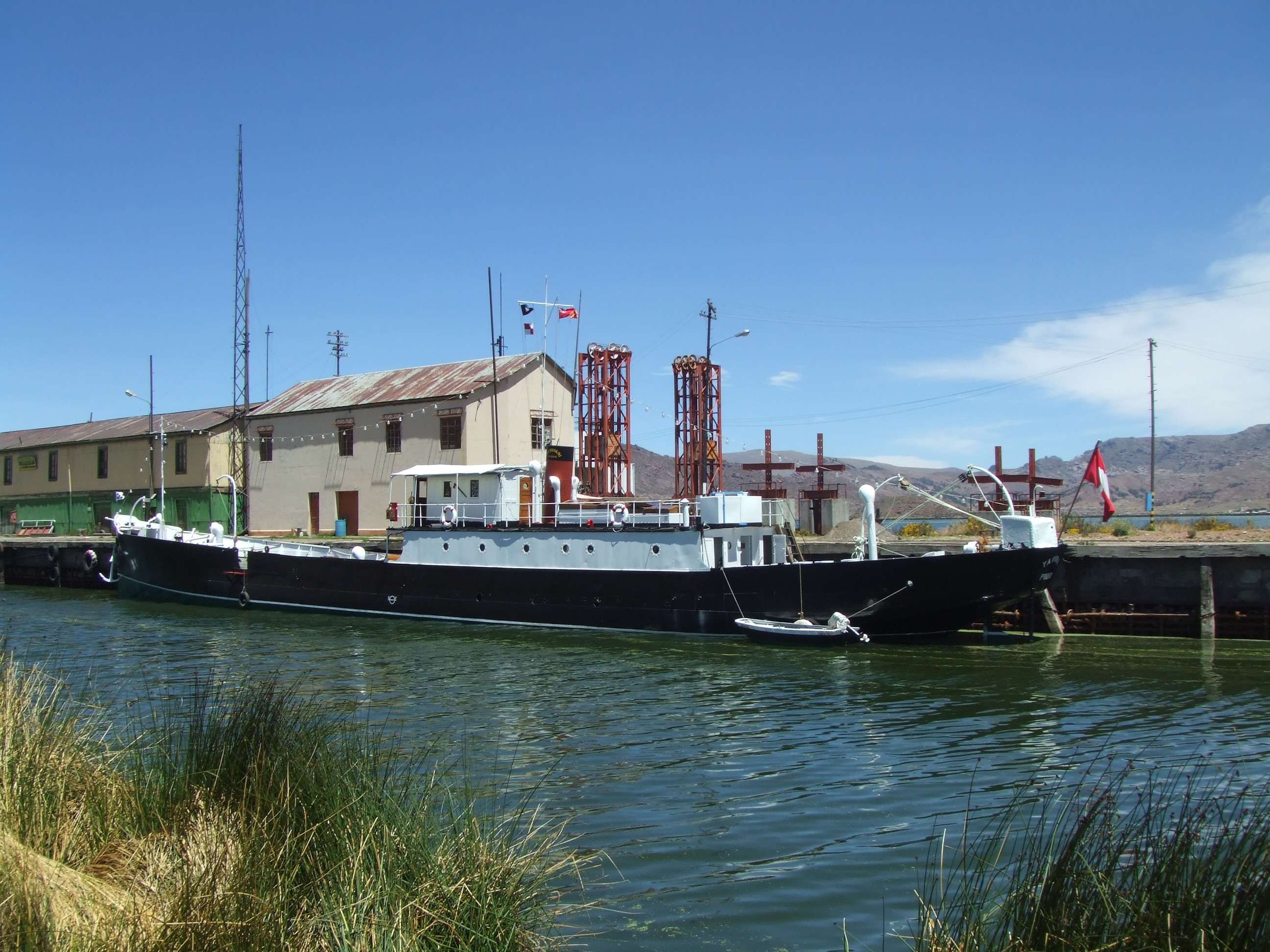
«Яварі», фотографія 2007 року

15°49′33″ пд. ш. 69°59′49″ зх. д. / 15.8259479° пд. ш. 69.9970722° зх. д.
«Яварі» — це судно, замовлене (разом із однотипним «Япура») урядом Перу в 1861 році для використання на озері Тітікака. Його названо на честь річки Жаварі в регіоні Лорето Перу, що межує з штатом Амазонас (Бразилія).

## Історія
У 1862 році «Темз Айронворк» в Вест Хем (Лондон) за контрактом з Фондом Джеймса Ватта з Бірмінгема були побудовані пароплави зі сталевим корпусом «Яварі» і «Япура» Кораблі були розроблені для одночасного виконання функцій вантажо-пасажирського судна та канонерського човна для ВМС Перу.
Кораблі будували у «збитому» вигляді, тобто вони були зібрані болтами та гайками на верфі, розібрані на тисячі частин, достатньо малих для перевезення, і відвантажені до їхнього кінцевого пункту призначення, щоб бути скріпленими заклепками та спущені на озеро. Комплект деталей для двох кораблів складалися із загальної кількості 2766 штук. Кожної була не більше 3,5 гандервейта — що мул міг перевезти — адже залізниця від тихоокеанського порту Арика була проведена вглиб материка лише на 64 кілометри, до Такни. Звідти каравани мулів перевозили їх ще на 350 кілометрів до міста Пуно на озері.
Перший британський підрядник доставив деталі до Такни, але не зміг завершити частину подорожі мулами. Доставка не була відновлена до 1868 року, і перші плити для корпусу «Яварі» були закладені в Пуно в 1869 році. «Яварі» був запущений в 1870 році, а «Япура» в 1873 році.
Довжина «Яварі» становила 30, 5 метрів, Потужність двоциліндрового парового двигуна 60 кінських сил, паливом для якого були висушені кізяки лам.
У 1914 р. корпус «Яварі» був подовжений для збільшення вантажопідйомності. Одночасно на ній замінили двигуни, встановивши чотирициліндрові Боліндери потужністю 320 кінських сил, перетворивши судно на теплохід.
Тихоокеанська війна 1879–83 розорила уряд Перу, тому в 1890 році інвестори з Великої Британії створили Перуанську корпорацію, яка взяла на себе експлуатацію перуанських залізниць та озерних кораблів. У 1975 році Перу націоналізував корпорацію, а «Яварі» та «Япура» перейшли у власність до державної залізничної компанії ENAFER. У 1976 році вони знову були включені до складу військово-морського флоту Перу. Пізніше ВМС перепрофілював Япуру на госпітальне судно і перейменував його на «Пуно», але виключив зі свого складу «Яварі».
У 1987 році благодійники купили «Яварі», щоб реставрувати корабель. Він був пришвартований у бухті Пуно, де використовується як плавучий готель для туристів поки триває реставрація. У 2015 році, коли реставрація майже завершилася, група молодих жителів лондонського району Іст-енд, спонсоровані Фондом «Вест Хем Юнайтед», здійснила похід через Анди від Такни до Пуно слідуючи маршрутом «Яварі». Вони брали участь у «другому „першому плаванні“» на озері Тітікака у супроводі посла Великої Британії в Перу Анвара Чудхурі.

## Додаткова література
Larken, Merriel, The Ship, the Lady and the Lake, Bene Factum Publishing (2012), ISBN 978-1903071427
1. 1 2 3 4 5 6 7  History of The Ship. Yavari - Lake Titicaca - Peru. The Yavari Project. Архів оригіналу за 8 січня 2016. Процитовано 20 травня 2011.
2. ↑  Condecoran al BAP Puno por seguir prestando servicio. El Comercio (Peru)|El Comercio. Empresa Editora El Comercio S.A. 11 листопада 2007. Архів оригіналу за 1 жовтня 2012. Процитовано 20 травня 2011.